# Michel de Césène
Michel de Césène (en italien Michele da Cesana, en latin Michael de Cesano), né vers 1270 à Cesena et mort le 29 novembre 1342 à Munich, est un théologien franciscain italien.

## Biographie
Michel de Césène nait à Ficchio, près de Cesena. Il entre dans l'ordre franciscain puis devient maître de théologie à Paris en 1316. À la suite du chapitre général de Naples le 29 mai 1316, Michel est élu ministre général de l'ordre, à la satisfaction du roi de Naples Robert d'Anjou et de la reine Sancia. Michel de Césène participe à la querelle sur la pauvreté de l'Église. En 1322, il réunit à Pérouse un chapitre général portant sur la définition de la pauvreté. Le chapitre prononce que Jésus-Christ et les Apôtres n'avaient la propriété d'aucune chose, ni en commun, ni en propre. Convoqué par le pape Jean XXII à Avignon, il comparaît le 9 avril 1328 et est fortement semoncé.
Michel de Césène est maintenu en détention à Avignon avec deux autres compagnons, Bonagrazia de Bergame et Guillaume d'Ockham. Ils s'enfuient tous les trois le 28 mai et, après un périlleux voyage par terre et par mer, rejoignent l'empereur Louis de Bavière et son conseiller Marsile de Padoue à Pise en septembre. Dès leur arrivée à Pise, les franciscains lancent une campagne de propagande contre le pape à l'aide de sermons, lettres et traités. Entre-temps, le 6 juin 1328, Jean XXII dépose et excommunie Michel et ses deux compagnons. Les franciscains suivent l'empereur à Parme, Crémone, Trente, puis à Munich, où ils se réfugient en février 1330. En 1331, un chapitre général tenu à Perpignan nomme un nouveau ministre général des franciscains, le Français Géraud Odon. Michel de Césène meurt à Munich le 29 novembre 1342.

## Littérature
Umberto Eco en a fait l'un des personnages de son roman, Le Nom de la rose (1980). 